# Groovy Filmes
A Groovy Filmes, é uma produtora audiovisual independente brasileira, mexicana e argentina de publicidade e cinema, fundada em 2004 em Rio de Janeiro, Brasil por Frandu Almeida, Estevam Allevato, Roberto Peralta e Rodrigo Rueda Terrazas. Atualmente tem um grande grupo diversificado de trabalhadores de diferentes nacionalidades e áreas de estudo com produção nos três países e liderada por Frandu Almeida e Rodrigo Rueda Terrazas.
A  produtora ficou conhecida no movimento de cinema independente latino-americano por produções tais como o longa-metragem "Poliamor" (Espanhol: Poliamor) (2006-2007) (http://www.poliamore.com) filmado em co-produção no México, Brasil e Argentina que aborda a controvertida questão da "poligamia responsável" comumente referida como poliamor, bem como o premiado curta-metragem "Projeto 150", ganhador da Mostra PUC 2007 e selecionado para as mostras e seleções oficiais de diversos festivais como Gramado, Mar del Plata, etc.. Mais tarde, em 2008, a produtora se iniciou no mundo editorial on-line com a sua publicação de críticas de cinema chamada "Groovy Critics" (http://www.groovycritics.com), a fim de canalizar e focar diversos e diferentes pontos de vista e publicações de diretores, produtores, escritores, etc. tambem do movimento latino-americano de cinema independente.

## "Por Um Cinema Sem Fronteiras"
A partir de 2005 a Produtora Groovy Filmes adotou como slogan a frase "Por Um Cinema Sem Fronteiras" (Inglês: "Films Should Know No Frontiers". Espanhol: "Por Un Cine Sin Fronteras") determinando a visão, diversidade cultural e internacional de seus membros, colaboradores e fundadores assim como a mentalidade da Produtora em fazer ênfase na universalidade do Cinema como veículo de expressão, comunicação e função social, assim como as vantagens do Cinema digital na sua distribuição e acesso ao público atual em relação aos Projetos da Produtora.

## "Groovy Critics"
Em 2008, a produção se induziu ao mundo editorial online com a publicação eletrônica de criticas de cinema a traves do portal chamado “Groovy Critics” (http://www.groovycritics.com). Esse site é uma associação de críticos latino-americanos   que conta principalmente com criticas e publicação de artigos em geral sobre o cinema latino-americano, independente e digital.

## Filmografia
- "Guatemala" (2004) (Curta-metragem)
- "Outono" (2004) (Curta-metragem)
- "Sacopa 299" (2004-2005) (Media-metragem)
- "Noite No Mixam" (2005) (Curta-metragem)
- "Poliamore" (2005-2006) (Longa-metragem)
- "A Olhos Vistos" (2006) (Documentario)
- "Proyecto 150" (2007) (Curta/Media-metragem)